# 反民族行為処罰法
反民族行為処罰法（はんみんぞくこういしょばつほう）とは、大韓民国の法律。通称反民法。大韓民国建国憲法第101条により、1948年9月22日に法律第3号として制定された。国会の反民族行為処罰法に基く反民族行為特別調査委員会（反民特委）が構成され、手続き上、一審のみによって死刑を含む判決を下すことができた。

## 経緯

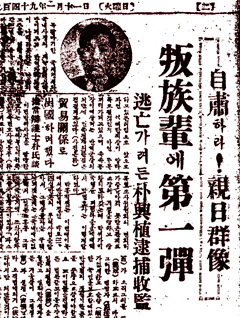
反民特委の記事（1949年1月11日の朝鮮日報）

親日派排斥の動きはアメリカ軍政庁統治下の南朝鮮過渡立法議院時代に既に始まっていた。立法議院は「民族反逆者、附日協力者、謀利奸商輩に関する特別法」を議決したが、アメリカ軍政庁は拒否権を発動し、公布されることはなかった。
1948年5月10日、総選挙が実施され、5月31日に制憲国会が開会された。そして大韓民国憲法とともに反民族行為処罰法が制定された。

## 構成
3章32条によって構成されている。
- 第1章 罪
- 第2章 特別調査委員会
- 第3章 特別裁判部の構成と手続
- 附則

## 概要
以下の者について罰せられることになった。

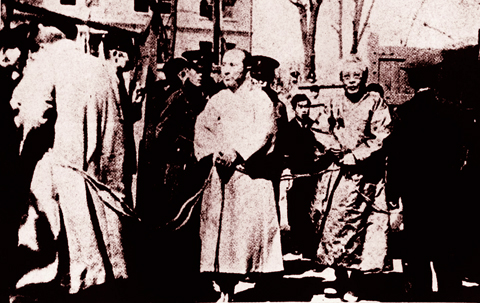
連行されるキム・ヨンス、崔麟

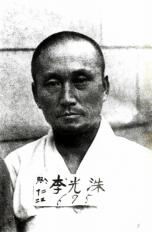
反民特委に逮捕された李光洙。「朝鮮 近代文学の祖」とも言われ、朝鮮日報の副社長なども務めていた。

- 韓国併合に加担した者は死刑か無期懲役。財産は全部または50%以上を没収。
- 朝鮮貴族に叙爵、または帝国議会議員だった者は5年以上の懲役。財産は全部または50%以上を没収。
- 独立運動家やその家族を迫害した者は死刑、無期懲役または5年以上の懲役。財産は全部または一部を没収。
- 以下の者は10年以下の懲役、または15年以下の公民権停止。財産は全部または一部を没収。
  - 朝鮮貴族を襲爵（継承）した者
  - 中枢院の構成員
  - 勅任官以上の官吏
  - 独立運動を妨害したスパイ
  - 反独立運動団体の幹部
  - 官公吏の中で特に「悪質」だった者
  - 国民総力朝鮮連盟など日本の国策遂行団体の幹部
  - 民間人で特に「悪質」だった者
- 高等官三等以上、勲五等以上の官公吏、憲兵、高等警察の職にあった者は、公訴時効（1950年9月22日）まで公務員になることはできない。ただし技官は除外。

反民族行為処罰法に基づき、日本統治時代に朝鮮発展に貢献した主要人物、有名人、知識人が多く親日反民族行為者に認定された。
さらに、反民族行為特別調査機関組織法を制定し、専門の「反民族行為特別調査機関」を設けることになった。調査のために反民族行為特別調査委員会（略称：反民特委）が置かれ、中央に中央事務局を、地方に道調査部が置かれた。
また、反民特委傘下の特別裁判所ではないが、大法院（最高裁判所）に特別裁判部が設けられ、「反民族行為」を裁く一審のみの裁判所が設けられた。
「特警隊」と称する特別司法警察職員を設けることも許され、警察並みに武装し、該当者の逮捕・訊問を行うなど、その権力は警察を凌ぐものがあった。
アメリカ軍政庁により戦前の警察組織を継承して作られた韓国警察は日本統治時代から警察に務めていたものが多く、警察幹部等広範囲に逮捕者が出た。権力基盤を軍と警察に頼る李承晩大統領は、6月6日にソウル市警を動員し特警隊を強制解散させた。反民特委は総辞職し（7月7日）、8月13日の控訴期間満了をもって白紙となった。

## 年表
- 1948年
  - 8月 反民処罰法案起草委員会 設置
  - 9月 反民族行為処罰法制定
    - 反民族行為処罰法 第9条による特別委員会構成
- 1948年
  - 10月 反民族行為特別調査委員会委員 10人選定
  - 11月 反民族行為処罰法 改正法律案 可決
  - 12月 政府、反民族行為関係3法律公布
- 1949年
  - 1月 反民族行為処罰法をきっかけで 辞表提出の公務員がでる
    - 反民族行為処罰法 実施
    - 反民族行為特別委員会 発足
    - 反民族行為特別調査委員会、道調査部 責任者決定

  - 2月 李大統領 反民族行為処罰法 一部改訂要請談話
    - 国会 反民族行為処罰法 改正法律案を破棄

  - 4月 反民特委員長 金?德
    - 反民特委 検察官 辞意 表明

  - 6月 市警、特警隊を包囲解散させる
  - 7月 反民族行為処罰法 改正法律案 可決
    - 反民特委調査委全員と特別裁判検察官、国会に辞表
    - 反民法 公訴期限 完了、令状発付 408件

  - 9月 反民特委調査機関 特裁附隨機関 廃止法案
  - 12月 反民族行為 裁判機関 臨時組織法案 可決